# تتشيرواكيو
أنجيلو برونيتي (27 سبتمبر 1800  – 10 أغسطس 1849)، المعروف باسم تتشيرواكيو، كان زعيمًا شعبيًا رومانيًا شارك في الجمهورية الرومانية عام 1849. وُلِد في حي كامبو مارزيو في روما، وكان يمتلك شركة صغيرة في صناعة الكارتون، وانخرط في الحركة من أجل التوحيد السياسي لإيطاليا. بعد أن صعد إلى مكانة بارزة في السياسة الرومانية بعد انضمام البابا بيوس التاسع، أيد الإطاحة بحكومة البابا وإعلان الجمهورية. بعد هزيمة الجمهورية على يد الفرنسيين، تم القبض على برونيتي وإعدامه من قبل جيش الإمبراطورية النمساوية.

## اسمه
عُرف برونيتي بلقب تتشيرواكيو. كتابة في معجم سير الشخصيات الإيطالية، تقدم المؤرخة ماريا لويسا تريبليني تفسرين محتملين للاسم: 1) رجل الدولة والخطيب الروماني شيشرون، الذي تمت مقارنة برونيتي ببلاغته، أو 2) مصطلح حب طفولي مشتق من كلمة تشيتشو التي تعني بالإيطالي («سمين») ورومانسكو روتشيو ('قطعة'). 

## بداياته
ولد أنجيلو برونيتي في 27 سبتمبر 1800 لعائلة من الطبقة العاملة في منطقة كامبو مارزيو في روما. كان والديه لورنزو برونيتي، بيطار، وسيسيليا فيوريني. بعد حصوله على تعليم بسيط، بدأ برونيتي العمل كسائق عربة نقل النبيذ من القلاع الرومانية إلى المدينة. في عام 1820، تزوج أنيتا سيمارا، امرأة من منطقته الأصلية؛  أنجبا ولدين، لويجي ولورنزو.  في العقدين التاليين، وسع كثيرًا حجم أعمال النقل الخاصة به، وبدأ في تسليم التبن والحبوب للعملاء بما في ذلك ايسبالدي دي سانتو سبيريتو في ساسيا. أتاح عمله للعائلة مستوى معتدلًا من الراحة. 

## انخراطه في السياسة
بعد أن اكتسب نفوذًا محليًا كبيرًا من خلال أنشطته التجارية، يبدو أن برونيتي قد تعرّف على السياسة من قبل الكاتب بيترو ستيربيني وكاتب العدل فيليس سكيفوني الذي قاده في عام 1827 للانضمام إلى كاربوناري، وهي جماعة ثورية تدعو إلى التوحيد السياسي لإيطاليا.  في عام 1835، بتشجيع من القومي الإيطالي ماتيا مونوتيشي، أصبح عضوًا في إيطاليا الفتية، وهي حركة توحيد بقيادة الناشط جوزيبي مازيني. في عام 1837، أصبح تحت مراقبة الشرطة بسبب مشاركته في السياسة. 
في عام 1846، أدى انضمام البابا بيوس التاسع إلى رفع الآمال في إجراء إصلاحات ليبرالية داخل الولايات البابوية. نظم برونيتي الجمهور الروماني للتجمع في مسيرات حاشدة تكريما للبابا الجديد. من خلال قيادته لهذه الأحداث، أصبح أحد أكثر السياسيين نفوذاً في المدينة، وألهم المقلدين مثل النابوليت ميشيل فيسكوسو.  أثناء زيارته لروما خلال هذا الوقت، وصف السياسي من بيدمونت ماسيمو دازيجليو برونيتي على هذا النحو: «[هو] أول مواطن في روما. يوعظ ويعبر ويحفظ السلام».

## الجمهورية الرومانية
في سياق ثورات 1848، تعرضت حكومة بيوس التاسع للضغط لسن إصلاحات ليبرالية. عندما قاوم البابا المطالب الشعبية بالتغيير، بدأ قادة حركة الإصلاح في استعدائه. في البداية، عزل برونيتي نفسه من خلال دعمه المستمر لبيوس، لكنه بدأ تدريجياً في احتضان المعارضة الراديكالية بشكل متزايد. في نوفمبر 1848، اغتيل رئيس حكومة البابا بيليجرينو روسي. كان يُعتقد أن برونيتي متورط شخصيًا، بينما كان يُشتبه في أن ابنه لويجي كان القاتل. بعد وفاة روسي، فر بيوس التاسع إلى بلدة جايتا في نابولي. 
في فبراير 1849، أثناء نفي البابا، استبدلت المعارضة الرومانية حكومتهم الثيوقراطية بحكومة ديمقراطية، الجمهورية الرومانية. شغل برونيتي دورًا أقل بروزًا خلال هذه الفترة. ومع ذلك، فقد شارك في الدفاع عن المدينة ضد هجوم فرنسي بقيادة تشارلز أودينو. عندما استولى الفرنسيون على المدينة، رافق برونيتي جوزيبي غاريبالدي، القائد العسكري للقوات الجمهورية، في انسحابه شمالًا نحو البندقية.

## موته
في 9 أغسطس 1849، تم القبض على برونيتي وأبنائه ومجموعة صغيرة من الجمهوريين من قبل قوات الإمبراطورية النمساوية قبل عبورهم إلى أراضي البندقية. دون محاكمة، تم إعدامهم في اليوم التالي لتورطهم في الجمهورية الرومانية من قبل فرقة إطلاق نيران في بلدة سا تيبولو.